# 三田警察署 (兵庫県)
三田警察署（さんだけいさつしょ）は、兵庫県警察が管轄する警察署の一つである。
兵庫県三田市天神1丁目にあり、三田市全域を管轄している。

## 管轄区域
- 三田市

## 所在地
- 三田市天神1丁目10番1号

## 沿革
- 1982年7月9日 - 庁舎を兵庫県三田市西平田2899番地に移転[1]。

## 交番
- 三田南交番 （三田市狭間が丘1丁目2215-2）
- フラワータウン交番（三田市武庫が丘7丁目9）
- 南ウッディタウン交番（三田市すずかけ台2丁目2）
- ウッディタウン中央交番（三田市けやき台1丁目110）
- 三田駅前交番（三田市駅前町1-28）
- あいの里交番（三田市下相野331-1）

## 駐在所
- 広野駐在所（三田市下内神878-3）
- 加茂駐在所（三田市加茂656-4）
- 上高平駐在所（三田市川原530-3）
- 志手原駐在所（三田市志手原881-7）
- 小野駐在所（三田市小野1473-2）
- 四ツ辻駐在所（三田市四ツ辻620-1）

## 主な未解決事件
- 三田市千丈寺湖における男性死体遺棄事件[2]